# Mon.service-public.fr
Créé début 2009, mon.service-public.fr était un portail internet de l'administration française qui visait à permettre à tout citoyen d'effectuer ses démarches administratives en ligne : inscription sur les listes électorales, changement d'adresse, déclaration de décès, déclaration de pertes de papier d'identité, création d'entreprise ou création d'association.
Le site comptait plus de 700 000 inscrits en juin 2010, près de deux fois plus qu'en février 2010 et devrait bénéficier fin 2010 d'un lien avec le site internet permettant d'effectuer sa déclaration de revenus en ligne, appelée aussi télédéclaration, opération qui a été effectuée en 2009 par plus de 9,7 millions de foyers fiscaux.
Fin septembre 2010, le site dénombrait plus d'un million de comptes. En octobre 2010, le site a dévoilé un nouvel espace, réservé aux associations et intitulé Votre compte Association.
Le site utilise les technologies mixant l'internet et le téléphone mobile et propose d'obtenir, pour plus de sécurité, un code d'accès par SMS. À terme, l'administration française envisage d'utiliser le SMS pour rappeler aux citoyens qui le souhaitent certaines échéances, par exemple la nécessité de renouveler son passeport ou de prendre dans sa boîte aux lettres sa déclaration d'impôts alors que la date limite pour payer ses impôts approche.
Mon.service-public.fr a fermé le 1er juillet 2016, les utilisateurs étant désormais invités à créer un compte sur service-public.fr.